# Imperio Galáctico (saga de la Fundación)

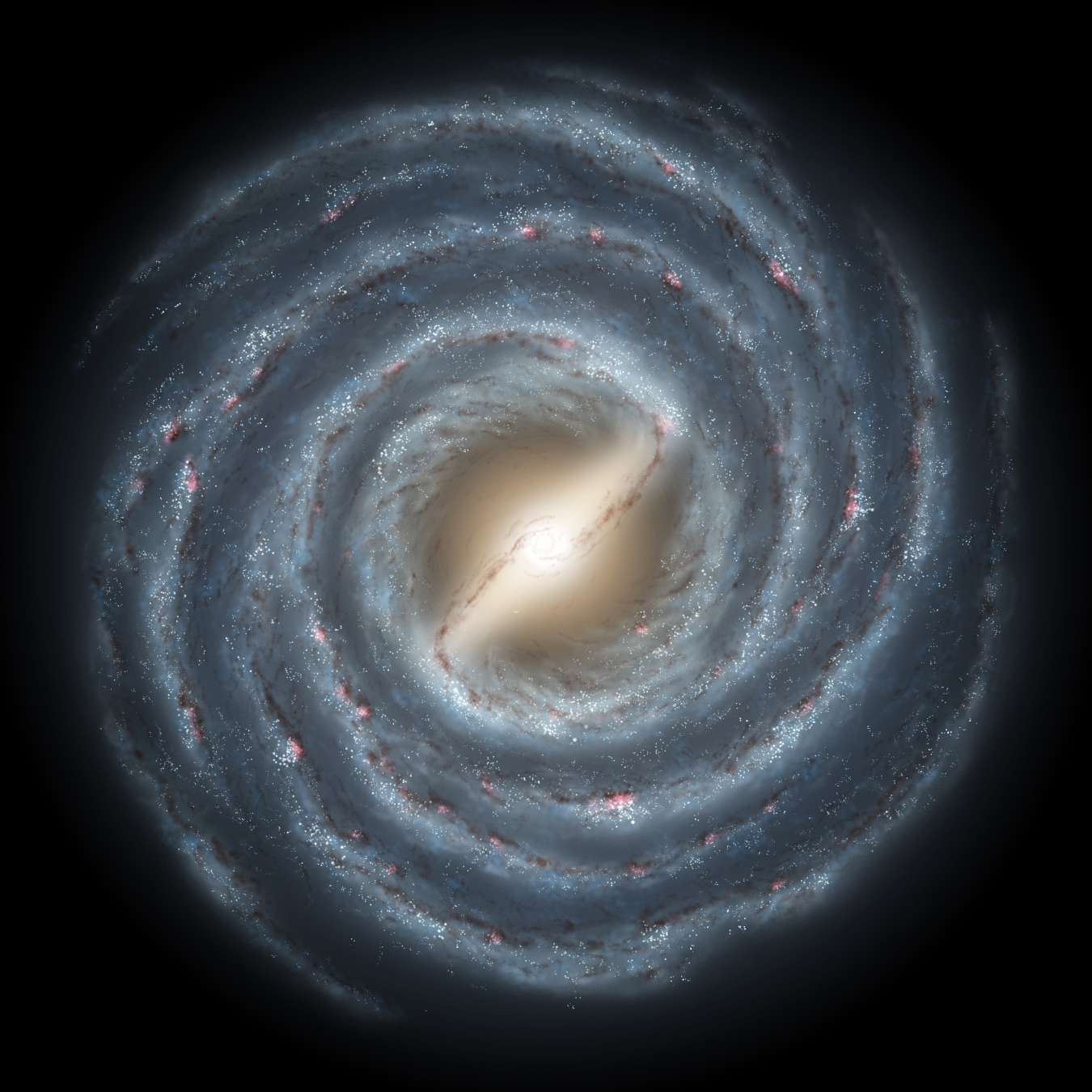
Al igual que los primeros exploradores que cartografiaron los continentes de nuestro globo, los astrónomos están ocupados trazando la estructura espiral de nuestra galaxia, la Vía Láctea. Utilizando imágenes infrarrojas del Telescopio Espacial Spitzer de la NASA, los científicos han descubierto que la elegante estructura espiral de la Vía Láctea está dominada por solo dos brazos que envuelven los extremos de una barra central de estrellas.

El Imperio Galáctico es el nombre de una entidad política ficticia de carácter literario que abarca toda la Vía Láctea y cuya sede es el mundo de Trántor, en el centro de la Galaxia. Esta entidad ficticia fue creada por el escritor de ciencia ficción Isaac Asimov, el cual describe su desarrollo y caída en la serie novelística llamada la Saga de la Fundación. En 1975 Asimov declaró, en una entrevista de la BBC, que una de las fuentes inspiradoras de su Imperio Galáctico fue la obra de Edward Gibbon "Historia de la decadencia y caída del Imperio Romano". 

### Características
Asimov imagina un gigantesco dominio imperial que abarca a todos los mundos -unos 25 millones, aunque el número suele variar en el ciclo novelístico- colonizados por la especie humana después de un reñido proceso de luchas y conquistas realizadas por Trántor a lo largo de algunos miles de años. Su emblema es una astronave y un sol. El Imperio asimoviano es la máxima expresión del dominio humano en la Galaxia, es una entidad formada por humanos y para los humanos, reina en la Vía Láctea y excluye casi toda posibilidad de vida alienígena inteligente. La ausencia de vida alienígena inteligente ha sido explicada por otros autores (Gregory Benford, David Brin, Greg Bear) dentro del universo de la Saga de la Fundación como una especie de gigantesco genocidio cósmico realizado previamente a la colonización por los humanos. Asimov imagina un estado imperial que existe por más de 12.000 años y que conlleva paz, estabilidad y prosperidad a la Galaxia. El dominio de Trántor pasa por diversas etapas: república, confederación, imperio trantoriano y su etapa final: el Imperio Galáctico. Por la fuerza de los hechos este Imperio debe adoptar una forma de gobierno correspondiente a una monarquía absoluta, al estilo romano, con un emperador a la cabeza. La monarquía es ejercida por una serie de dinastías de más o menos larga duración y que provienen de las principales familias nobles de Trántor. Habitualmente el gobierno directo es ejercido por un primer ministro designado por el emperador. El Imperio basa su poderío,  en primer lugar, en el despliegue de grandes ejércitos que controlan los mundos mediante un eficiente sistema de flotas de guerra, constituidas por gigantescos cruceros estelares. En segundo lugar, por una eficiente burocracia a cargo de virreyes y gobernadores de sectores y provincias estelares responsables ante el emperador y sus ministros. En tercer lugar, por el dominio del comercio y las rutas estelares, comercio que es desarrollado por un continuo fluir de convoyes de navíos cósmicos que abastecen ininterrumpidamente a Trántor y al resto de la Galaxia. El Imperio Galáctico ha sido el resultado final de la colonización humana de la Galaxia en un lapso de unos 20.000 años, inducida por la voluntad entre las sombras del personaje robótico llamado Daneel Olivaw, fiel al mandato de sus líderes humanos de los comienzos, y el cual considera que solo la existencia del Imperio puede asegurar la paz y la unidad de la especie humana. Lamentablemente, y pese a los esfuerzos de Daneel, el Imperio Galáctico no puede sostenerse indefinidamente, y se ve sujeto a las fuerzas que llevan a su desintegración, tal como le ha ocurrido a todos los imperios humanos que han existido. Una parte importante de la Saga de la Fundación trata acerca de su desintegración y caída final, y los esfuerzos realizados desde sus cenizas, por el científico matemático Hari Seldon en alianza con el propio Daneel, para crear un Segundo Imperio Galáctico, más estable y duradero que el primero. El autor encargado de describir hasta las últimas consecuencias la existencia de este Segundo Imperio Galáctico ha sido Donald Kingsbury, en la novela Crisis psicohistórica. Sin duda, y en palabras del propio Asimov, en sus Memorias, su Imperio Galáctico literario ha sido la inspiración para el célebre Imperio Galáctico de la saga fílmica de la Guerra de las Galaxias.

### El tríptico del Imperio Galáctico
La historia del Imperio Galáctico, aunque constantemente aludido en las obras de toda la saga de la Fundación, es el trasfondo principal de los tres libros agrupados en el Tríptico del Imperio. De estos libros se obtiene el siguiente panorama de su desarrollo.
En el primer libro del Tríptico, En la arena estelar, ya hay colonizados más de 1000 planetas en la Vía Láctea. Todavía no hay un gobierno que los abarque a todos, pero algunos de ellos han iniciado el sojuzgamiento y explotación de sus vecinos.
En el segundo libro del Tríptico, Las corrientes del espacio, se relata como Trántor encabezó inicialmente una República integrada con otros 4 planetas vecinos. La incorporación de otros planetas de la Galaxia condujo primero a la formación de la Confederación de Trántor y, 5 siglos después, al Imperio de Trántor que abarcaba entonces la mitad de la galaxia y un millón de planetas. Se sentaron así las bases de la siguiente etapa, la constitución de un Imperio que abarcaría la totalidad de la Vía Láctea.
En el tercer libro del Tríptico, Un guijarro en el cielo, han transcurrido ya unos 12.000 años desde el comienzo de la colonización de la galaxia. Tomando como año 0 de la Era Galáctica (EG) la coronación del Emperador Galáctico Franken I, la acción transcurre en el siglo IX EG. Unos 50.000 billones de personas habitan entonces alrededor de 200 millones de planetas pertenecientes a cerca de 100 millones de sistemas estelares diferentes. Si bien el gobierno del Imperio tiene un carácter absolutista y el que diariamente incorpora nuevos planetas a su dominio, respeta hasta cierto punto la autonomía interna de los mundos y ha logrado eliminar, casi completamente, las guerras y la miseria entre ellos. Por ejemplo, en la novela "Un guijarro en el cielo", se describe el firme dominio del Imperio sobre la Tierra, en la cual tiene sobre los montes Himalaya una gran base desde la que opera el gobernador imperial, dejando a los terrícolas locales su gobierno en la ciudad de Washen (Washington) y el desarrollo de sus extrañas costumbres.

## Emperadores Galácticos
| Nombre imperial   | Reinado                       | Notas |
| ----------------- | ----------------------------- | --- |
| Franken I         | 1 EG - ¿29 EG?                | Primer emperador del Imperio Galáctico y la dinastía Kamble |
| Aburamis          | Entre los Siglos I EG - IV EG | Códigos Legales de Aburamis, base jurídica del Imperio. |
| Stannell I        | 778 - 780 EG                  | Llegó a la púrpura imperial con menos de 18 años y solo se mantuvo dos años en el poder antes de ser asesinado. Mandó que las insignias imperiales fueran elevadas en el Concilio Terrestre . |
| Edard I           | 780 - 827 EG                  | No pudo evitar el descontento que se había adueñado de grandes sectores del Imperio. Primera Gran Guerra Civil. |
| Stannell II       | 827 EG - ¿?                   | Rebelión de la Tierra. |
| Kandar V          | Siglo X EG                    | Dada la imposibilidad de reducir la radioactividad de la Tierra, se decide trasladar a la población que queda en ella a Alfa (rebautizada como Nueva Tierra). La Tierra es abandonada definitivamente |
| Agis IV           | Siglos XCIX, C y CI EG        | Miembro de la Dinastía Dacian. Prosperidad imperial. Emperador que gobernó durante 42 años y mantenía el orden en el imperio, con mano firme pero sin recurrir a la tirania. |
| Loris VI          | 2º 1/2 del Siglo CII          | Conocido por sus campañas militares |
| Manowell          | Siglo CXIX EG                 | Conocido como el Emperador sanguinario Manowell. Miembro de los Entun. |
| Stanel VI         | 11985 EG - 12010 EG           | Padre de Cleón I. Uno de los últimos emperadores fuertes de los Entun. |
| Cleón I           | 12010 - 12038 EG              | Último emperador de la Dinastía Entun. Su reinado es el punto de inflexión que marca la decadencia y el fin del Primer Imperio Galáctico. Conocido por sus primeros ministros Eto Demerzel y Hari Seldon. Tras su asesinato, una Junta Militar de Gobierno asume el mando del Imperio durante diez años. |
| Agis XIV          | 12049 - 12067 EG              | Sus poderes son muy limitados, pues estos se hallan en manos de la Comisión de Seguridad Pública, controlada habitualmente por las familias nobles Chen y Divart. Llamado el emperador ciudadano. |
| Daluben IV        | 12067 EG                      | |
| Klayus I          | 1 EF - 2 EF                   | Joven y cínico emperador títere. Emperador durante el juicio de Hari Seldon |
| Semrin            | 2 EF - ¿?                     | |
| Stannell VII      | 70 EF - 105 EF                | Último emperador bueno que reina sobre la periferia. Con su muerte se produce la disgregación de toda la periferia |
| Anarquía Imperial | 105 - 150                     | En 50 años se suceden 9 emperadores, siete de los cuales son asesinados. Algunos de los emperadores mencionados en los libros de Asimov son Ammenetik I el Grande, posible abuelo de Cleón II, Ricker el Usurpador y el padre de Cleón II. |
| Cleón II          | 160 - 200 EF                  | Último emperador autoritario del Primer Imperio Galáctico, importante por el renacimiento político y artístico que tuvo lugar durante su largo reinado. Comúnmente llamado El Grande. Durante su reinado las fuerzas imperiales al mando del General Bel Riose se enzarzan en guerra contra la Primera Fundación (198-200). Tras su muerte sus tres hijos lucharían por el poder, produciendo la última Gran Guerra Civil, disgregando el Imperio. |
| Dagoberto VIII    | S.III EF                      | Bajo su reinado se produce el Gran Saqueo de Trantor. Destrucción casi total de la capital del Imperio causando millones de muertos. |
| Dagoberto IX      | 263 - 298 EF                  | Emperador que recibe a Bayta Darell, la cual le pide permiso para entrar en la Biblioteca Galáctica. Se predice que tras su muerte la dinastía dura aproximadamente cien años hasta la desaparición total del Primer Imperio. |

- Datos: Q2349630